# NGC 5774
NGC 5774 est une galaxie spirale barrée située dans la constellation de la Vierge. Sa vitesse par rapport au fond diffus cosmologique est de 1 774 ± 14 km/s, ce qui correspond à une distance de Hubble de 26,2 ± 1,8 Mpc (∼85,5 millions d'al). NGC 5774 a été découverte par l'ingénieur irlandais Bindon Stoney en 1851.
La classe de luminosité de NGC 5774 est IV et elle présente une large raie HI
En raison d'une brillance de surface égale à 14,20 mag/am2, on peut qualifier NGC 5774 de galaxie à faible brillance de surface (LSB en anglais pour low surface brightness). Les galaxies LSB sont des galaxies diffuses (D) avec une brillance de surface inférieure de moins d'une magnitude à celle du ciel nocturne ambiant.
À ce jour, neuf mesures non basées sur le décalage vers le rouge (redshift) donnent une distance de 21,589 ± 8,338 Mpc (∼70,4 millions d'al), ce qui est à l'intérieur des valeurs de la distance de Hubble. Notons cependant que c'est avec la valeur moyenne des mesures indépendantes, lorsqu'elles existent, que la base de données NASA/IPAC calcule le diamètre d'une galaxie et qu'en conséquence le diamètre de NGC 5774 pourrait être d'environ 25,9 kpc (∼84 500 al) si on utilisait la distance de Hubble pour le calculer.

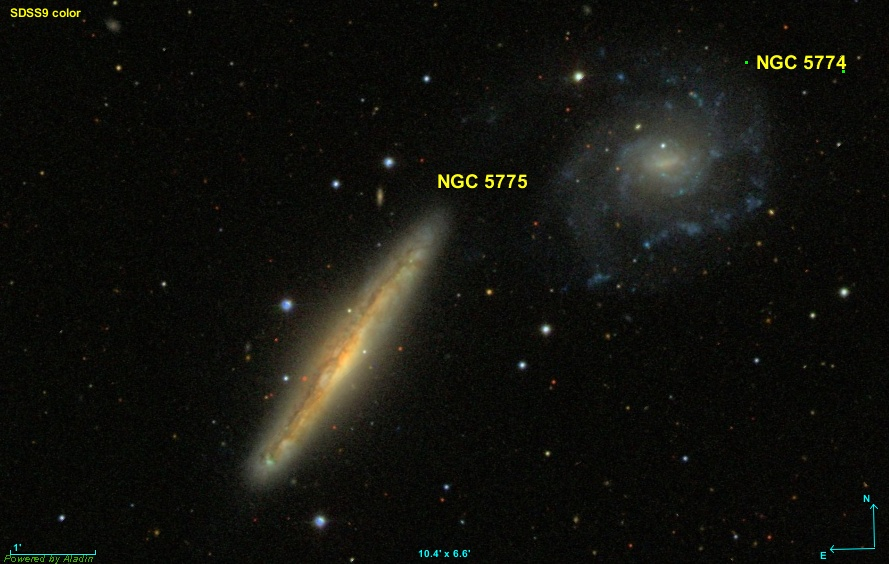
Les galaxies NGC 5774 et NGC 5775 sont voisines sur la sphère céleste et à des distances semblables de la Voie lactée. Elles pourraient constituer une paire physique de galaxies.

## Groupe d'IC 1066
Selon Abraham Mahtessian, NGC 5774 fait partie d'un groupe de galaxies qui compte 15 membres, le groupe d'IC 1066. IC 1066 n'est ni la plus brillante ni la plus grosse galaxie du groupe, mais c'est la première galaxie de la liste de Mahtessian. Plusieurs des galaxies de cette liste se trouvent dans d'autres groupes décrits par d'autres sources, dont NGC 5774 dans le groupe de NGC 5775. Les membres du groupe selon l'ordre décrit pas Mahtessian sont : IC 1066,IC 1067, NGC 5770, NGC 5774, NGC 5775, NGC 5806, NGC 5813, NGC 5831, NGC 5839, NGC 5838, NGC 5845, NGC 5846, NGC 5854, NGC 5864 et NGC 5869.
Puisque IC 1066 fait partie de l'Amas de la Vierge III, un des amas du superamas de la Vierge, le groupe d'IC 1066 en fait également partie.

## Groupe de NGC 5775
Selon A. M. Garcia et Richard Powell, NGC 5774 fait partie du groupe de NGC 5775. Ce groupe de galaxies compte cinq membres. Les quatre autres galaxies du groupe sont NGC 5770, NGC 5775, IC 1066 et IC 1067,.
Le groupe de NGC 5770 fait partie de l'Amas de la Vierge III, un des amas du superamas de la Vierge.